# Rafael Frühbeck de Burgos
Rafael Frühbeck de Burgos, né le 15 septembre 1933 à Burgos et mort le 11 juin 2014 , à Pampelune,, est un chef d'orchestre espagnol.

## Biographie
Né de parents allemands, Rafael Frühbeck de Burgos étudie le violon, le piano et la composition au conservatoire de Bilbao puis à celui de Madrid tout en dirigeant des opérettes. Il travaille ensuite la direction d'orchestre à la Hochschule für Musik de Munich d'où il sort diplômé et remporte le prix Richard Strauss. Son premier poste est à la tête de l'Orchestre symphonique de Bilbao (1958-1962) avant qu'il ne soit nommé directeur musical de l'Orchestre national d'Espagne (1962-1978).
Sa carrière internationale le mène ensuite à la tête de l'Orchestre symphonique de Montréal, de l'Orchestre symphonique de Vienne, de l'Orchestre symphonique de la radio de Berlin. Entre 1992 et 1997, il est directeur général de la musique au Deutsche Oper de Berlin. Il est également l'invité régulier des plus grands orchestres européens (dont le London Symphony Orchestra avec lequel il enregistre les 3e, 5e, 7e et 8e Symphonies de Beethoven) et américains (en particulier, l'Orchestre de Philadelphie avec lequel il fit ses débuts américains).
De 2001 à 2007, il a été chef principal de l'Orchestre symphonique national de la RAI (Turin) et directeur musical de l'Orchestre philharmonique de Dresde. Depuis 2012 il dirige l'Orchestre symphonique national du Danemark.
En 2008, il reçoit la Médaille d'or du mérite des beaux-arts par le Ministère de l'Éducation, de la Culture et des Sports.
Il a créé de nombreuses œuvres de compositeurs contemporains : Alberto Ginastera, Joaquín Rodrigo, Joan Guinjoan, Cristóbal Halffter, Luis de Pablo.

## Discographie
La production discographique de Rafael Frühbeck de Burgos est importante. On distingue notamment ses enregistrements de l'oratorio Elijah de Mendelssohn, du Requiem de Mozart, Carmina Burana de Carl Orff, Carmen de Georges Bizet ainsi que l'œuvre intégrale de Manuel de Falla.
- Bizet, Carmen - Grace Bumbry, mezzo-soprano ; Jon Vickers, ténor ; Mirella Freni, soprano ; Kostas Paskalis, baryton ; Chœur et orchestre de l'opéra de Paris (1969, EMI) (OCLC 815763674)
- Falla, Nuits dans les jardins d'Espagne - Gonzalo Soriano, piano ; Orchestre de la Société des concerts du Conservatoire (EMI) (OCLC 44451281)
- Prokofiev, Concerto pour violon no 2 - Nathan Milstein, violon ; Orchestre Philharmonia (4-7 juin 1965, EMI 4 76861 2) (OCLC 61887838) — avec le premier concerto dirigé par Carlo Maria Giulini